# Eupelmus utahensis
Eupelmus utahensis är en stekelart som beskrevs av Girault 1916. Eupelmus utahensis ingår i släktet Eupelmus och familjen hoppglanssteklar. Inga underarter finns listade i Catalogue of Life.